# Eutypa hydnoidea
Eutypa hydnoidea är en svampart som först beskrevs av Elias Fries, och fick sitt nu gällande namn av Franz Xaver von Höhnel 1909. Eutypa hydnoidea ingår i släktet Eutypa och familjen Diatrypaceae.   Inga underarter finns listade i Catalogue of Life.